# Halvt vågen
Halvt vågen er en dansk eksperimentalfilm fra 1990 med instruktion og manuskript af Laila Catharina Clausen.

## Handling
Videodigt om nogle få minutters ro i sjælen: Jeg er halvt i drømme / halvt vågen / når jeg er helt alene / helt i fred / så ved jeg mere / end jeg troede / jeg vidste / om den dybere sammenhæng / - meningen med livet - / eller hvad jeg nu vil kalde det.